# Rogelio Yrurtia
Rogelio Yrurtia (Buenos Aires, 6 dicembre 1879 – 4 marzo 1950) è stato uno scultore argentino.

## Biografia
Nato da una famiglia di immigrati baschi, entrò a far parte della locale Società per la Promozione delle Belle Arti nel 1899. Studente di talento, ottenne rapidamente una borsa di studio che gli permise di recarsi in Italia e a Parigi. Nella capitale francese frequentò la prestigiosa Académie Julien, dove è stato apprendista di Jules-Félix Coutan. Espose per la prima volta alla Société nationale des artistes français nel 1903 e l'anno seguente vinse un gran premio all'Esposizione mondiale di Saint-Louis.
Yrurtia tornò a Buenos Aires nel 1905, dove tenne diverse mostre e nel 1907 si aggiudicò la realizzazione del monumento allo statista argentino Manuel Dorrego. Al suo ritorno a Buenos Aires nel 1916, Yrurtia fu incaricato di realizzare un monumento di Bernardino Rivadavia, primo presidente costituzionale dell'Argentina, per un mausoleo progettato in suo onore in Plaza Miserere sebbene lo stesso Rivadavia, morto in esilio nel 1845, aveva chiesto che le sue spoglie non fossero rimpatriate.
Continuando a esporre con successo in Argentina e all'estero, la città di Buenos Aires gli commissionò un monumento per adornare plaza Dorrego, nello storico quartiere di San Telmo. Il monumento, l'Ode al lavoro, fu inaugurato nel 1927 ed è l'opera più ambiziosa di Yrurtia e forse la più conosciuta. L'industriale e filantropo Carlos Delcasse commissionò poi a Yrurtia la costruzione della sua cripta nel sobborgo di Buenos Aires Vicente López, che il famoso scultore completò nel 1936. Il pezzo forte dell'opera, la Giustizia, è stato creato su richiesta di Delcasse che, pur non essendo un avvocato, si considerava un "amico del tribunale". La scultura è stata poi riprodotta in bronzo per la Corte Suprema argentina.
Realizzò un Mosè in occasione dell'inaugurazione del Museo di Belle Arti Juan B. Castagnino di Rosario nel 1937. Yrurtia fu poi tra i membri fondatori dell'Accademia Nazionale di Belle Arti nel 1938 e continuò a esporre periodicamente, lavorando dalla sua casa barocca nel quartiere Belgrano di Buenos Aires. Yrurtia morì nel 1950 e lasciò la sua casa allo Stato argentino come museo.